# Meta-Object Facility
Il Meta-Object Facility ('MOF) è uno standard per l'ingegneria guidata dal modello dell'Object Management Group (OMG).
IL MOF nasce dal linguaggio UML; L'OMG aveva bisogno di un'architettura di metamodellazione per definire l'UML. MOF è progettato con un'architettura a quattro livelli.
Al livello più alto fornisce un meta-meta modello chiamato livello M3.
Il modello M3 è il linguaggio usato dal MOF per costruire metamodelli chiamati modelli M2.
L'esempio per eccellenza di modello MOF di livello 2 è il metamodello UML, il modello che descrive lo stesso UML.
Questi modelli M2 descrivono gli elementi del livello M1,e quindi i modelli M1. Questi potrebbero essere dei modelli scritti in UML.
L'ultimo livello l'M0 è il livello dei dati, usato per descrivere gli oggetti del mondo reale.